# Dělnická Strana Sociální Spravedlnosti
Dělnická Strana Sociální Spravedlnosti (DSSS) är ett högerextremt och främlingsfientligt parti i Tjeckien.
Lördagen den 11 september 2011  genomförde partiet demonstrationer i tre städer i nordvästra Tjeckien. Man protesterade mot ökad inflyttning av romer och hävdade att denna medfört stigande brottslighet i denna del av landet.